# Маслов, Семён Степанович
Маслов Семён Степанович (8 мая 1937 года, с. Надежкино, Мордовская АССР, СССР — 23 июня 1997 года, г. Владивосток, РФ) — капитан дальнего плавания Дальневосточного морского пароходства (ДВМП), Герой Социалистического Труда.

## Биография
Родился 8 мая 1937 года в селе Надежкино Ельниковского района Мордовии. В 1954 году, окончив среднюю школу, поступил в Дальневосточное высшее инженерное морское училище. В 1959 году, завершив обучение и получив диплом судоводителя, устроился в ДВМП на теплоход «Каменец-Подольский» четвертым помощником капитана. Позже работал помощником капитана на теплоходе «Черемхово», затем — старшим помощником капитана на теплоходе «Переславль-Залесский», который осуществлял доставку грузов во Вьетнам. В 1968 году за обеспечение перевозок грузов для народного хозяйства Вьетнама был награжден орденом Трудового Красного Знамени.    
В 1970 году был назначен капитаном лесовоза «Кавалерово», который позже был переоборудован в контейнеровоз. Под его руководством на судне были применены новые схемы креплений, что позволило увеличить количество перевозимых контейнеров за один рейс более чем на 50 процентов. В 1973 году был награжден серебряной медалью ВДНХ за внедрение на корабле единой технической службы.      
Позже был капитаном теплохода «Художник Сарьян», который перевозил грузы в Аргентину, Францию, Голландию, Японию и другие страны. В 1976 году, за успехи, достигнутые  в выполнении заданий девятой пятилетки, — награжден орденом Ленина. Затем был капитаном на теплоходах «Махтум Кули», «Павел Рыбин», «Пионер Приморья». Затем — на сухогрузе «Павел Мордвинов», на котором он совершил несколько высокоширотных арктических рейсов, а также принимал участие в спасательных операциях по вызволению судов из арктического плена.             
С 1984 года — капитан крупнотоннажного теплохода-щеповоза «Григорий Алексеев», совершавшего рейсы между СССР и Японией. За 1985 год экипаж этого судна принес государству более 6 миллионов рублей прибыли.                  
17 октября 1985 года Указом Президиума Верховного Совета СССР за досрочное выполнений заданий одиннадцатой пятилетки и социалистических обязательств, большой личный вклад в повышение эффективности и качества работы морского транспорта и проявленный трудовой героизм, ему было присвоено звание Героя Социалистического Труда с вручением ордена Ленина и золотой медали «Серп и Молот».                     
Работал капитаном дальнего плавания в Дальневосточном морском пароходстве до последнего дня своей жизни. Умер на капитанском мостике 23 июня 1997 года во время начала очередного рейса. Похоронен на Лесном кладбище г. Владивостока.                     

## Награды
- Орден Ленина (дважды) — 1976 год, 1985 год
- Орден Трудового Красного Знамени —1968 год
- Серебряная медаль ВДНХ — 1973 год
- Бронзовая медаль ВДНХ

## Память
- Именем Семёна Степановича Маслова назван контейнеровоз ДВМП «Капитан Маслов»[3]